# Pristomerus empusus
Pristomerus empusus är en stekelart som först beskrevs av Morley 1913.  Pristomerus empusus ingår i släktet Pristomerus och familjen brokparasitsteklar. Inga underarter finns listade i Catalogue of Life.